# Georges Monneret
Georges Monneret   (Lilla, 4 d'octubre de 1908 - Saint-Cloud, 5 d'abril de 1983), conegut afectuosament com a Jojo la Moto, fou un pilot de motociclisme francès que va protagonitzar una reeixida carrera, al llarg de la qual aconseguí 499 victòries i 183 rècords mundials. Era el pare dels bessons Jean i Pierre i de Philippe Monneret, els dos darrers també reeixits pilots de motociclisme.
Georges Monneret fou el creador d'una escola d'aprenentatge de conducció de ciclomotors per als adolescents a l'illa de Puteaux, al Sena. Algunes de les seves gestes esportives es relaten al seu llibre Vive la moto. Entre d'altres, formà part de l'equip oficial de Bultaco (juntament amb Paco González, John Grace, Marcel Cama i Ricardo Quintanilla) que va batre diversos rècords mundials de velocitat el 1960 a Montlhéry, a bord de la mítica Bultaco Cazarécords.